# Mobilité agglomération rémoise
Mobilité agglomération rémoise est un consortium chargé d'exploiter le réseau de Tramway du Grand Reims.

## Mobilité agglomération Rémoise
Le réseau Citura est exploité, dans le cadre d'un partenariat public-privé, par la société Concessionnaire Mobilité Agglomération RémoiSe (MARS) présidée par Christian Messelyn. L'exploitation du réseau TUR (ancien nom du réseau) a été reprise par Transdev Reims le 1er janvier 2008 en remplacement de Keolis Reims.

### Du groupement à la société par actions simplifiée
Le groupement Mobilité Agglomération Rémoise a remporté le contrat de délégation de service public, « qui comprend
la construction, l’exploitation du tramway, ainsi que celle du réseau de bus après résiliation de la précédente DSP avec les TUR », d'une durée de 33 ans (arrivant à échéance en 2041). La communauté d'agglomération doit verser à son co-contractant une subvention d'équipement de 174 millions d'euros, ainsi qu'une subvention forfaitaire d'exploitation qui doit « compte tenu des charges importantes de services publics de transport de personnes et des charges d’intérêt général, contribuer à l’équilibre financier du contrat, notamment des charges d’amortissement des investissements réalisés par le concessionnaire », d'un montant annuel de 44 millions d'euros pour 2013 et les années suivantes de la délégation.
Les concurrents du groupement MARS pour l'attribution du contrat de délégation de service public étaient :
- Fluo : Bombardier Transport, VINCI, Keolis...
- Futura : AnsaldoBreda, Eiffage, Veolia Transport…

La communauté d'agglomération a bénéficié de financements publics :

- 53 M€ de subventions de l’État correspondant à 45 M€ initialement alloués par l’agence de financement des infrastructures de transport de France auxquels s’ajoutent 8 M€ attribués dans le cadre du Grenelle de l’environnement ;

- 14 M€ de la région Champagne-Ardenne pour les travaux d’intermodalités des transports de la communauté d’agglomération ;

- 75 M€ de la ville de Reims dédiés aux opérations d’insertion urbaine le long du tramway. Elle perçoit également le versement transport payé par les entreprises de son territoire, calculée au taux de 1,80 % sur la masse salariale de leurs employés.
Le groupement Mobilité Agglomération Rémoise était composé d'Alstom pour le matériel roulant et les équipements électromécaniques, Colas et Bouygues pour les travaux publics, la Caisse d'Épargne Champagne Ardenne et Natixis pour le financement, SNC-Lavalin Pingat Ingénierie pour la conception et la maitrise d'œuvre ainsi que la Caisse des Dépôts et consignations. 
Il a laissé la place à une société par actions simplifiée (MAR-SAS), dont les actionnaires sont :

- Caisse des dépôts et consignations Infrastructure (30 %)
- Transdev SA (17 %)
- Alstom Transport (17 %)
- Caisse d'Épargne Lorraine Champagne Ardenne (8,5 %)
- le FIDEPP, filiale de Natixis (8,5 %)
- Colas SA (8,5 %)
- Bouygues TP (4,25 %)
- Pertuy Construction (2,125 %)
- Quille SA (2,125 %)
- SNC-Lavalin (2 %)

### Missions
La société concessionnaire sous-traite la construction et la fourniture du matériel roulant à un groupement d'entreprises emmené par Alstom Transport, et l'exploitation et la maintenance à la société Transdev Reims.

## Transdev Reims
Transdev Reims a été chargé par MARS de l'exploitation du réseau d'autobus de Reims Métropole. Transdev Reims et MARS ont remplacé depuis 2008 la société Keolis Reims pour la gestion et l'exploitation du réseau CITURA (nommé TUR à l'époque) pour une durée de 34 ans par le biais d'un « partenariat public-privé ».

### Historique
Le réseau est restructuré le 6 juillet 2015, afin de le rendre plus efficace et de réduire ses coûts. Pour cela, l'offre de transport en bus est réduite de 600 000 km/an, principalement sur le réseau de nuit, peu fréquenté, et l'exploitant renonce à 4 millions d'euros de dividendes par an pendant 5 ans.